# Baião (musique)
Pour les articles homonymes, voir Baião.

Luiz Gonzaga en 1957.

Le baião est un rythme de musique populaire et un genre de danse de la région Nordeste, au Brésil.

## Caractéristiques
Ce rythme est apparu comme une fusion de divers styles musicaux, y compris la musique folklorique traditionnelle, les rythmes africains et les influences européennes. À la base, Baião se caractérise par sa signature rythmique distinctive à 2/4, ses motifs syncopés contagieux et l’utilisation proéminente d’instruments à percussion, tels que la zabumba, le triangle et l’agogô.

## Histoire
Le baião est originaire du Nordeste et est apparu en milieu du XXe siècle.
Le style connaît une vogue importante après que João Gilberto débarque à Rio pour tenter sa chance.